# Marcel Pérès
Marcel Pérès, född Marcel Jean Paul Laurent Farenc 24 januari 1898 i Castelsarrasin, Occitanien, död 28 juni 1974 i Châlette-sur-Loing, Centre-Val de Loire, var en fransk skådespelare.

## Roller i urval
- 1927 – Napoléon
- 1938 – Dimmornas kaj
- 1938 – Hotel du Nord
- 1938 – Människans lägre jag
- 1939 – Dagen gryr
- 1941 – Mordet på jultomten
- 1945 – Paradisets barn
- 1947 – Inferno
- 1949 – La Ferme des sept péchés
- 1950 – Rättvisa har skipats
- 1952 – De smygande stegen
- 1952 – Kärlekens fröjder
- 1955 – Hett om öronen
- 1959 – Luffarkavaljeren
- 1960 – De bestialiska
- 1971 – Att älska är att leva
- 1974 – Frihetens fantom